# Tajuria mesambria
Tajuria mesambria är en fjärilsart som beskrevs av Hans Fruhstorfer 1912. Tajuria mesambria ingår i släktet Tajuria och familjen juvelvingar. Inga underarter finns listade i Catalogue of Life.